# 50-й кинофестиваль в Сан-Себастьяне
50-й кинофестиваль в Сан-Себастьяне проходил с 19 по 28 сентября 2002 года в Сан-Себастьяне (Страна Басков, Испания).

## Жюри
- Вим Вендерс ( Германия), кинорежиссёр.
- Ариан Аскарид ( Франция), актриса.
- Мариано Барросо ( Испания), режиссёр.
- Ренато Берта ( Швейцария), кинооператор.
- Чатрихалерм Юкол ( Таиланд), кинорежиссёр.
- Мирта Ибарра ( Куба), актриса.
- Анджела Поуп ( Великобритания), кинорежиссёр.

## Фильмы фестиваля

### Официальный конкурс
- «Хороший вор», реж. Нил Джордан ( Великобритания,  Франция,  Ирландия)
- «Аро Толбухин. В голове убийцы», реж. Исаак-Пьер Расине, Агусти Вильяронга и Лидия Циммерман ( Испания,  Мексика)
- «Короткие истории», реж. Карлос Сорин ( Аргентина,  Испания)
- «Жизнь обетованная», реж. Оливье Даан ( Франция)
- «Оседлавший кита», реж. Ники Каро ( Новая Зеландия,  Германия)
- «Автофокус», реж. Пол Шредер ( США)
- «Свиньи отправятся в полёт», реж. Эйн Мур ( Германия)
- «Тайна отца Амаро», реж. Карлос Каррера ( Мексика)
- «Открытые сердца», реж. Сюзанна Бир ( Дания)
- «Лишь море знает», реж. Кэй Кумаи ( Япония)
- «Публичные места», реж. Адольфо Аристарайн ( Испания,  Аргентина)
- «Любовник», реж. Валерий Тодоровский ( Россия)
- «Море», реж. Балтазар Кормакур ( Исландия,  Франция,  Норвегия)
- «Вместе», реж. Чэнь Кайгэ ( Китай,  Республика Корея)
- «Зимняя песня», реж. Фархад Мехранфар ( Иран)
- «Октавия», реж. Басилио Мартин Патино ( Испания,  Франция)
- «Понедельники на солнце», реж. Леон де Араноа ( Испания,  Франция,  Италия)

## Лауреаты

### Официальные премии
- Золотая раковина: «Понедельники на солнце», реж. Леон де Араноа.
- Специальный приз жюри: «Короткие истории», реж. Карлос Сорин.
- Серебряная раковина лучшему режиссёру:  Чэнь Кайгэ («Вместе»).
- Серебряная раковина лучшей актрисе: Мерседес Сампьетро («Публичные места»).
- Серебряная раковина лучшему актёру: Лю Пейци («Вместе»).
- Приз жюри лучшему оператору : Сергей Михальчук («Любовник»).
- Приз жюри за лучший сценарий : (ex-aequo) Адольфо Аристарайн («Публичные места») и Геннадий Островский («Любовник»).

### Почётная награда — «Доностия» за вклад в кинематограф
- Джессика Лэнг
- Боб Хоскинс
- Деннис Хоппер